# François Tréchot
François Tréchot (né le 9 avril 1865 à Challuy et mort le 9 juillet 1940 à Bonneval) est un marinier français devenu explorateur sur les rives du fleuve Congo, puis administrateur d'une société concessionnaire dont l'action commerciale s'est inscrite dans le cadre de la colonisation française du Congo.

## Biographie
Parti en Afrique en 1889 pour assister les autorités françaises à mettre en état et à conduire des navires pour les expéditions militaires, 
et notamment les expéditions Liotard et Marchand, il s’installe à son compte en créant des factoreries, c’est-à-dire des comptoirs locaux pour lui permettre de commercer avec les populations indigènes.
Avec des bateaux à vapeur il explore le fleuve Congo et ses affluents, tout en apprenant les langues et les coutumes locales.
Il sera ainsi le premier européen à pouvoir pénétrer certaines régions d'Afrique centrale.
Le village de Maloukou-Tréchot, situé à 65km à l'est de Brazzaville le long du fleuve Congo, fut ainsi nommé en sa mémoire.
Il sera ensuite rejoint par ses frères Henri et Louis, puis Aimé et Ernest.
Avec ces deux premiers il participe à la fondation, en 1897, et sous le patronage de Savorgnan de Brazza, d'une société qui deviendra par la suite la Compagnie Française du Haut Congo (abrégée CFHC),.
Celle-ci obtiendra par le décret du 31 mars 1899 la concession d'un territoire d'environ 36 000 kilomètres carrés qui comprenait le bassin de la Likouala-Mossaka, et sur lequel elle avait le monopole de la vente des produits finis et de l’achat des matières premières.
Une demeure construite en 1905, intitulée «La Case Tréchot» est l’ambassade actuelle de Russie à Brazzaville.
Après la fin du régime des concessions en 1930, la CFHC fut l’une des rares sociétés concessionnaires qui existait encore et de nombreux investissements furent réalisés dans les palmeraies et la construction d’immeubles à Brazzaville ou à Pointe-Noire.
Reprise par la Banque d’Indochine en 1952, la CFHC voit son patrimoine et notamment sa flotte cédés au gouvernement congolais en 1965. 
Elle sera dissoute en 1979.
François Tréchot a regagné la métropole au début du XXe siècle pour raison de santé.
Il y est décédé le 9 juillet 1940 et repose au cimetière de Guérigny.